# Amina Tyler
Amina Sboui (in arabo أمينة تيل‎?), nota con lo pseudonimo o nickname di Amina Tyler (Tunisia, 7 dicembre 1994) è un'attivista e blogger tunisina, che ha fatto parte del movimento femminista denominato FEMEN.

## Biografia
Nata in Tunisia, figlia di un medico (Mounir) e di un'insegnante, ha passato alcuni anni in Arabia Saudita dove i genitori si erano trasferiti per lavoro. Rientrata con la famiglia in patria, era una studentessa di liceo quando il 1º marzo 2013 ha diffuso in rete su Facebook una fotografia a seno nudo con una scritta secondo cui il corpo appartiene alla donna. Dopo lo scalpore generato da questa forma di protesta, ha subito minacce ed accuse dai Salafiti.
Il 1º maggio 2013 ha tentato di introdursi al meeting del partito tunisino CPR (Congresso per la Repubblica), per denunciare la ministra Sihem Badi, ma è stata fermata dalla Polizia. Il 19 maggio 2013 è stata arrestata e condotta nel carcere di Messaadine (Governatorato di Susa) con l'accusa di avere imbrattato il muro del cimitero di Kairouan (città in cui era previsto il congresso del gruppo Ansar al-Charia e nella quale Amina intendeva effettuare un atto dimostrativo), di profanazione di cimitero e di detenzione di arma. Nel processo, nel quale rischiava una pena detentiva superiore a due anni è stata condannata per questa sola ultima imputazione (consistita nel possesso di uno spray urticante per difesa personale) ad una pena pecuniaria corrispondente a 150 euro.. Nonostante la condanna a pena solo pecuniaria, Amina è rimasta in carcere per nuove imputazioni sulla moralità della condotta ed è in attesa di giudizio.
Il movimento FEMEN ha lanciato una campagna in favore di Amina per consentirle di andare a studiare in Europa. Il 29 maggio 2013 tre militanti di Femen (due francesi ed una tedesca), nel corso di una protesta a sostegno di Amina sono state arrestate e interrogate a Tunisi.
In data 29 luglio 2013 è stata emanata la sentenza di non luogo a procedere contro Femen Amina Sboui per oltraggio contro un secondino, ma la giovane è rimasta in carcere per aver scritto "Femen" sul muro di un cimitero. Rilasciata ad agosto 2013 in libertà condizionata, ha riferito alla stampa di voler lasciare il movimento FEMEN perché nelle proteste in Francia a favore della sua liberazione ha ravvisato delle offese islamofobe (si era gridato Amina Akbar, Femen Akbar, una parodia di preghiera, davanti all'ambasciata di Tunisia in Francia; è stata data alle fiamme la bandiera di Tawhid, dogma fondamentale dell'Islam, davanti alla moschea di Parigi. Impossibilitata a dare gli esami di maturità in Tunisia a causa della detenzione, dopo la liberazione si è trasferita a Parigi per completare gli studi per il baccalauréat.

## Controversie
Nel luglio 2014, tramite un social network, denunciava di aver subito violenza nel Metropolitana di Parigi: il 7 luglio, nella stazione di Place de Clichy, presso Pigalle, sarebbe stata avvicinata da cinque salafiti e da loro trascinata con la forza fuori dalla metropolitana per essere minacciata di violenza carnale e quindi sottoposta alla lettura forzosa del Corano e alla rasatura di capelli e sopracciglia. A seguito delle indagini della gendarmerie, smascherata dalle telecamere di sicurezza, con una lettera al giornale Libération, il 24 settembre 2014 ha confessato trattarsi di una calunnia inventata di sana pianta, un comportamento che le ha guadagnato un procedimento penale "denuncia di reati immaginari"
Un mese prima, il 20 agosto, insieme al suo compagno, era stata sottoposta a una misura restrittiva della libertà, la sorveglianza a vista, con l'accusa di aver aggredito, la sera prima, una donna coperta dal velo islamico. Rilasciata all'indomani, è stata rinviata a comparire davanti al tribunal correctionnel per violenza volontaria aggravata.